# قرار مجلس الأمن التابع للأمم المتحدة رقم 2056
قرار مجلس الأمن التابع للأمم المتحدة رقم 2056، المتخذ بالإجماع في 5 يوليو 2012.

## روابط خارجية
- نص القرار في undocs.org